# Primo segretario del Partito Comunista del Nagorno Karabakh
Il primo segretario del Partito Comunista del Nagorno Karabakh era la più alta autorità in carica nell'Oblast' autonoma del Nagorno Karabakh, regione autonoma all'interno della Repubblica Socialista Sovietica Azera dell'Unione Sovietica. La posizione fu creata nel luglio 1923 in concomitanza con la creazione dell'oblast' autonomo e venne abolita il 27 agosto 1990.
Il primo segretario era nominato dal Politburo del Partito Comunista sovietico o direttamente dal segretario generale stesso.

## Lista dei primi segretari del Partito Comunista del Nagorno Karabakh
| Nome                                                 | Durata del mandato                                   | Durata del mandato                                   | Vita                                                 |
| Nome                                                 | Start                                                | End                                                  | Vita                                                 |
| Primi segretari del Partito Comunista dell'Oblast NK | Primi segretari del Partito Comunista dell'Oblast NK | Primi segretari del Partito Comunista dell'Oblast NK | Primi segretari del Partito Comunista dell'Oblast NK |
| ---------------------------------------------------- | ---------------------------------------------------- | ---------------------------------------------------- | ---------------------------------------------------- |
| Sero Manutsyan                                       | Luglio 1923                                          | Dicembre 1923                                        |                                                      |
| Akop Bendzhanyan                                     | Dicembre 1923                                        | Aprile 1924                                          |                                                      |
| Sarkisov                                             | Aprile 1924                                          | Ottobre 1924                                         |                                                      |
| Hayk Silanyan                                        | Ottobre 1924                                         | 1925                                                 | ?–1938                                               |
| Artvazd Saakyants                                    | 1925                                                 | 1929                                                 | 1895–1939                                            |
| M.K. Danilyan                                        | 1929                                                 | Dicembre 1929                                        |                                                      |
| Ashot Karamyan                                       | 1929                                                 | Maggio 1930                                          | 1898–?                                               |
| ?                                                    | Maggio 1930                                          | 1937                                                 |                                                      |
| Mikhail Manukyants                                   | 1937                                                 | 1940                                                 | 1909–1968                                            |
| ?                                                    | 1940                                                 | 1942                                                 |                                                      |
| Yegishe Grigoryan                                    | Ottobre 1942                                         | 1946                                                 | 1902–?                                               |
| Tigran Grigoryan                                     | 1946                                                 | ?                                                    |                                                      |
| Yegishe Grigoryan                                    | 1952                                                 | Dicembre 1958                                        | 1902–?                                               |
| Nikolay Shakhnazarov                                 | Dicembre 1958                                        | Ottobre 1962                                         | 1908–                                                |
| Gurgen Melkumyan                                     | Ottobre 1962                                         | Giugno 1973                                          | 1915–                                                |
| Boris Kevorkov                                       | Giugno 1973                                          | 24 febbraio 1988                                     | 1932–1998                                            |
| Genrikh Poghosyan                                    | 24 febbraio 1988                                     | 20 gennaio 1989                                      | 1931–                                                |
| Vagan Gabrielyan                                     | 20 gennaio 1989                                      | 27 agosto 1990                                       | 1936–                                                |